# Chana Masson
Chana Franciela Masson de Souza (Capinzal, 18 de diciembre de 1978) es una balonmanista brasileña que juega de guardameta en el Handball Erice de la Serie A italiana. Con la selección brasileña disputó cuatro ediciones de los Juegos Olímpicos y conquistó cuatro oros en los Juegos Panamericanos. 

## Trayectoria

### Clubes
Formada en el club Guarulhos, dio el salto a Europa en 1998 para militar en el Club Balonmano Elche y, posteriormente, en el Ferrobus Mislata, ambos de la liga española. 
Tras su etapa española pasó por FCK Håndbold (Dinamarca) y HC Leipzig (Alemania) antes de recalar en el Randers HK, con el que ganó la Copa EHF (2010) y la liga danesa (2012). En 2013 fichó por el Viborg HK y, tras dos temporadas, defendió las porterías de Odense, Storhamar (Noruega) y CSKA Moscú. Tras un año en HH Elite regresó a la competición en 2022 con el Handball Erice italiano.   

#### Trayectoria de clubes
- 1998 – 1999:  CB Elche
- 1999 – 2004:  Ferrobus Mislata
- 2004 – 2005:  FCK Håndbold
- 2006 – 2007:  HC Leipzig
- 2007 – 2013:  Randers HK
- 2013 – 2015:  Viborg HK
- 2015 – 2017:  Odense Håndbold
- 2018 – 2019:  Storhamar HE
- 2019 – 2021:  CSKA Moscú
- 2021 – 2022:  HH Elite
- 2022 – presente:  Handball Erice[3]

### Selección
Internacional absoluta entre 1999 y 2012, disputó los Juegos Olímpicos de Sídney 2000, Atenas 2004, Pekín 2008 y Londres 2012, además de varios Campeonatos del Mundo. En el ámbito continental fue pieza clave en los oros panamericanos de 1999, 2003, 2007 y 2011, torneo en el que compartió la portería con Bárbara Arenhart.  Tras los Juegos Olímpicos de Londres 2012 no disputó el mundial de 2013, en el que Brasil se proclamó campeón del Mundo.,

## Premios y títulos

### Con la selección
- 4 x Medalla de oro en los Juegos Panamericanos (1999, 2003, 2007, 2011)[8]

### Con sus clubes
- 2 x Liga Danesa (2012, 2014) [6]
- 1 x Copa EHF (2010)[5]
- 3 x Copa de Italia (2022-23, 2023-24, 2024-25)[9]
- 2 x Supercoppa Italiana (2023, 2024)

## Vida personal
En 2017 anunció un parón competitivo para centrarse en su maternidad, experiencia que relató públicamente antes de regresar a las pistas dos años más tarde.